# (830) Petropolitana
(830) Petropolitana ist ein Asteroid des Hauptgürtels, der am 25. August 1916 vom russischen Astronomen Grigori Nikolajewitsch Neuimin in Simejis entdeckt wurde.
Der Name ist von der russischen Stadt Sankt Petersburg abgeleitet.